# Escíncid de xebrons
L'escíncid de xebrons (Oligosoma homalonotum) (en maori: niho taniwha), és una espècie d'escíncid endèmica de Nova Zelanda, que només es troba a les illes Gran i Petita Barrera del golf de Hauraki. Habitant del bosc críptic, es pot amagar sota l'aigua i està amenaçat per les rates introduïdes.

## Taxonomia
Va ser descrit el 1906. El 1996, l'escíncid de cos estret (Oligosoma gracilicorpus) va ser avaluat com a "Data deficient" per la Llista Vermella de la UICN. El 2018, la UICN va considerar l'Oligosoma gracilicorpus com un sinònim de l'escíncid de xebrons.
Homalonotum, significa "esquena suava".

## Descripció
És de color marró vermellós clar, es torna gris al coll i al cap, amb marques negres distintives sota la barbeta. El nom comú de l'espècie té el seu origen en els distintius galons al llarg de l'esquena i la cua; totes aquestes marques en forma de fletxa apunten cap al cap de l'animal. És el llangardaix més llarg de Nova Zelanda, pot créixer fins a 30 cm de longitud inclosa la cua. Catorze si es conta fins a la cloaca.
Tot i que actiu durant el dia, costa de veure'l, ja que es camuflat sobre un fons de fulles de falguera o fullaraca. És propens a la deshidratació, per la qual sol viure als marges dels rierols boscosos. És capaç tant de capbussar-se sota l'aigua i aguantar la respiració per evitar els depredadors, com pujarà a la vegetació i s'amagarà per escapar de les inundacions sobtades. Els exemplars més joves semblen preferir els marges dels rierols rocosos, que viuen en dics de runa i escletxes de roques, i els adults es troben ocasionalment als arbres. S'alimenten d'invertebrats com ara aranyes, larves d'insectes i petits cargols. Es produeixen en ventrades de fins a vuit cries a finals d'estiu i principis de tardor.

## Estat de conservació
Fins a la dècada de 1990, només hi havia hagut un centenar d'albistaments d'aquesta espècie, de manera que un programa d'investigació dirigit pel Departament de Conservació (DOC) va començar a avaluar el seu estat de conservació. El 2012, el DOC va classificar l'escíncid de xebrons com a nacionalment vulnerable segons el sistema de classificació d'amenaces de Nova Zelanda.
La població més gran es troba a l'illa de la Gran Barrera, en almenys 20 conques, on conviuen amb porcs, gats salvatges, ratolins i dues espècies de rates. Són extremadament discrets, amb freqüències de captura d'aproximadament una cada 400 trampes diàries. Els esforços de conservació s'han centrat en l'educació, el control del porc i el control intensiu dels depredadors en determinades zones.
Només s'han vist dos exemplars a Hauturu (La Petita Barrera), un després de més de 20.000 trampes diàries. Els gats ja s'han eliminat de 3.083 hectàrees de l'illa Little Barrier, i el DOC ha proposat eliminar la rata de la Polinèsia.